# Борносово
Борносово — деревня в Дмитровском районе Московской области, в составе городского поселения Яхрома. До 2006 года Борносово входило в состав Подъячевского сельского округа.

## Расположение
Деревня расположена в юго-западной части района, примерно в 8 км на юго-запад от города Яхромы, на левом берегу реки Волгуша, высота центра над уровнем моря 188 м. Ближайшие населённые пункты — Языково на противоположном берегу реки, Семенково на западе, Гончарово на северо-западе и Муханки на северо-востоке.

## Население
| 2002 | 2006 | 2010 |
| ---- | ---- | ---- |
| 9    | ↘8   | ↗18  |